# Synoestropsis obliqua
Synoestropsis obliqua är en nattsländeart som beskrevs av Georg Ulmer 1905. Synoestropsis obliqua ingår i släktet Synoestropsis och familjen ryssjenattsländor. Inga underarter finns listade i Catalogue of Life.